# 张洪斌
張洪斌，男，中華人民共和國中將，中國共產黨黨員，第十四届全国人民代表大会解放軍和武警部队代表。現任中国人民解放军西部战区中將副司令員兼西部戰區空軍司令員。
'